# アジフライ
アジフライ（表記揺れ: あじフライ、鰺フライ、鯵フライ）は、アジを食材としたフライ料理（パン粉を衣にした揚げ物）である。英語では“Aji Fry”などと表記される。明治以降の日本で西洋料理に基づいて独自に発達した洋食のひとつであり、その後はほとんど和食と位置付けられることもあるほど、おかず、おやつ、酒の肴などとして広く普及している。
調理はアジにパン粉などを付けて油で揚げるのが基本で、細かい工程では様々な工夫がなされる。サクサクとした衣とふんわりとしたアジが作り出す食感が特徴で、かける調味料によって異なる味を楽しむことも可能である。また、栄養面では低カロリー・低糖質でエイコサペンタエン酸 (EPA) やドコサヘキサエン酸 (DHA) が豊富であるとされることがある。
日本では、家庭料理だけでなく中食・外食としても普及している。このほか、町おこしやキャラクターの題材にされたり、俳句・エッセイ・漫画・ドラマなどの作品内でも取り上げられたりするなど、日本文化の中で親しまれている料理である。

## 歴史

### 発祥

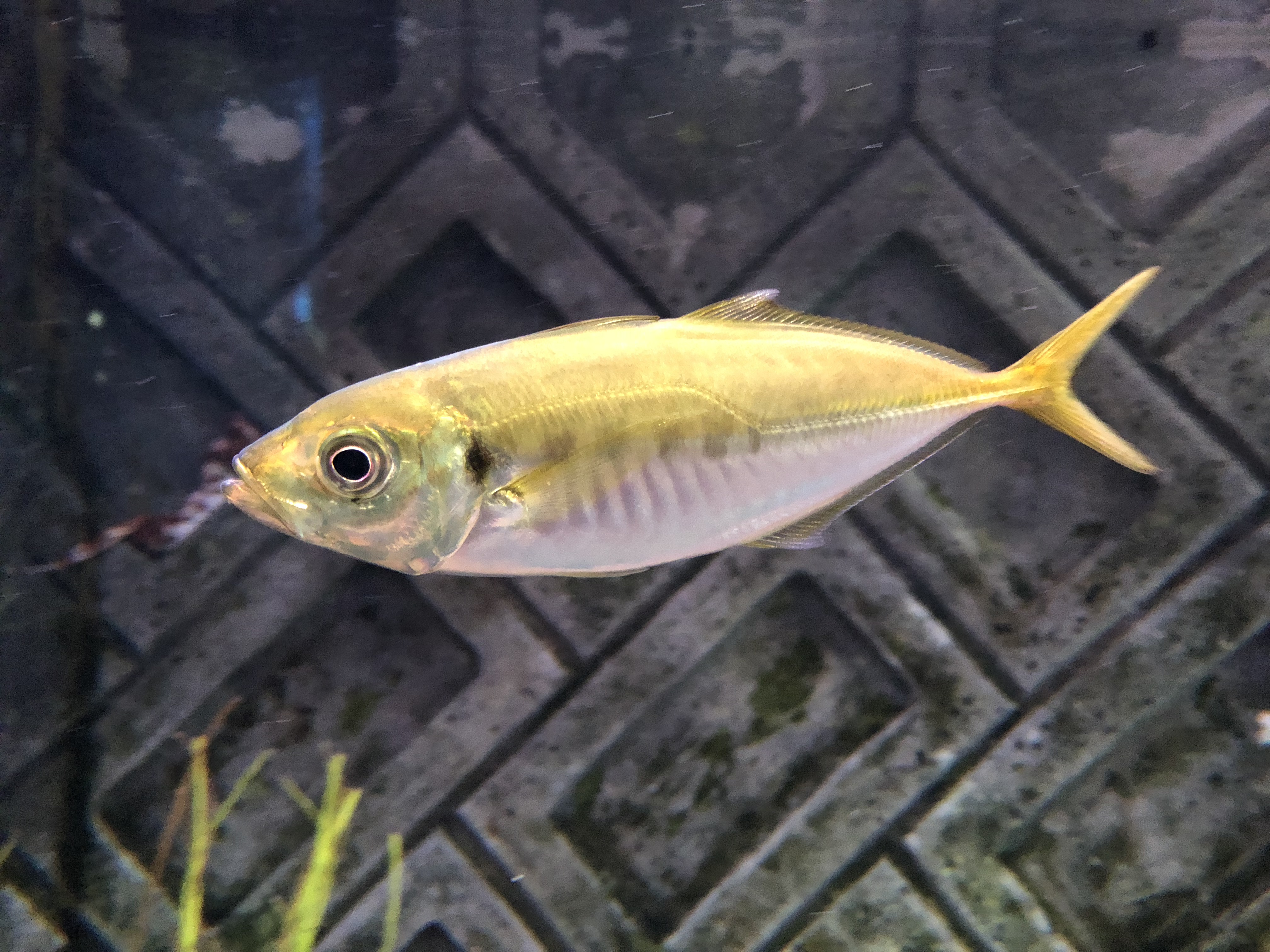
アジフライの具材にもなるマアジ（アジの一種）

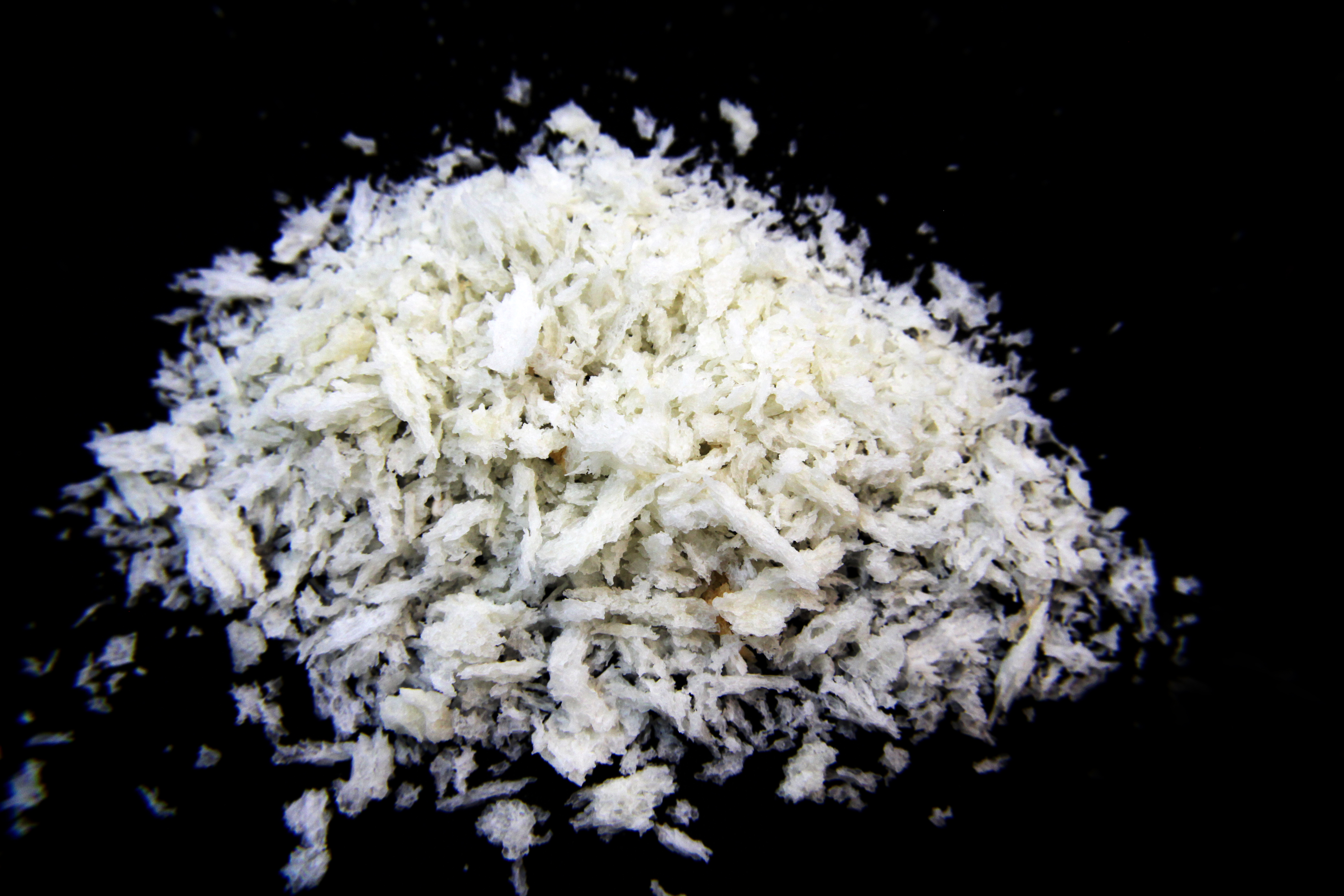
アジフライの衣にも使われるパン粉

日本では、縄文時代からアジが食されていたと考えられており、平安時代には行事食として用いられるなど、美味しい魚として知られていた。
一方、江戸時代の日本では、揚げ物の調理方法の一つとして天ぷらが定着しており、日本の天ぷらには、欧米の揚げ物で一般的な少量の油を使用する揚げ方（シャロウ・ファット・フライング）とは異なり、大量の油を使用する揚げ方（ディープ・ファット・フライング）を用いるという特徴があった。明治時代初期になるとパン粉が伝来し、コートレットやクロケットといった、パン粉をまぶして熱を通す西洋料理が日本に持ち込まれる。これに、天ぷらで培った日本のディープ・ファット・フライングの技術が合わさり、パン粉を衣にして大量の油で揚げる日本のフライ調理が確立した。
こうして生まれたフライ調理によって、コートレットはカツレツ、クロケットはコロッケという日本独自の洋食として完成したが、一方でフライ調理は西洋料理を離れて魚にも一般的に使われるようになり、1872年（明治5年）に刊行された最初期の西洋料理レシピ本である『西洋料理通』や『西洋料理指南』には、魚のフライが掲載された。アジにもフライ調理が使われるようになり、明治初期のうちにすでにアジフライが存在していたという。

### 明治期の扱い
1895年（明治28年）に創業した洋食料理店・煉瓦亭では様々な魚介類のフライが試行錯誤されたが、カキフライ、エビフライなどが採用されたのに対し、アジフライは同店の代表的なメニューには挙げられていない。また、昭和初期に創業した豚カツ・フライの専門店である小田保によると、明治初期の西洋料理指南書にはカキフライやエビフライの記載はあったものの、アジフライの記載はなかった。同店は、フライ料理は当時高級料理であり、家庭でも一般的だったアジは除外されてしまったのだろうかという趣旨の推測をしている。
これに対し、煉瓦亭の創業と同じ1895年に刊行された家庭向け料理解説書『家庭叢書 第8巻 簡易料理』によると、

魚類の「フライ」を製するには、淡白なる魚類（譬えば鯛、比良魚、鯊、あなご、鮎、鰺等）を切身に〔中略〕米利堅粉にくるみ卵黄をぬり麺麭粉に轉ばし脂揚を為すこと—家庭叢書 第8巻 簡易料理、民友社
このように、魚類のフライについて解説する中で、フライに適した魚としてタイ、ヒラメ、ハゼ、アナゴ、アユと並んでアジを例示している。また、主婦で料理研究家の村井多嘉子（『食道楽』の作者・村井弦斎の妻）が1907年（明治40年）から対談形式で連載した『弦斎夫人の料理談』ではこうある。

先づ鰺のゼイゴと腸を取って三枚に下ろします。それへ薄塩をあてて両側へメリケン粉を叩きつけます。それを玉子でくるんでパン粉をかけます。斯うしたのをラード油かバターで揚げます。—村井多嘉子、弦斎夫人の料理談
とアジを食材とした調理方法が記されている。

### 普及
アジフライの調理に必要なパン粉は、1907年（明治40年）に東京・京橋のパン屋によってパンの粉砕機が開発されて機械製造が可能となり、1916年（大正5年）に日本で初めて商品化された。第二次世界大戦後の食糧難に際して電気パンの技術が転用されてパン粉の大規模生産ができるようになり、大量処理に適したフライ調理は集団給食にも取り入れられた。学校給食の変遷を伝える学校給食歴史館では、学校給食法制定翌年の1955年（昭和30年）の学校給食サンプルとしてアジフライを展示している。
その後、アジフライは日本国内で広く普及し、おかずだけでなく、おやつ、酒の肴などとして親しまれ、さらには離乳食完了期（1歳から1歳半）のレシピとしても挙げられている。起源は洋食にあるが、食・生活史研究家の阿古真理は、ほとんど和食と化したと位置付けている。また、マルハニチロが2018年（平成30年）に行ったアンケートでは、『お弁当のおかずにしたい魚介料理』の3位にランクインした。

## 調理法
アジフライは、具材のアジをおろして（さばいて）下味を付け、小麦粉をまぶして卵を絡ませてからパン粉をまぶし、油できつね色になるまで揚げることで作ることができる。小麦粉・卵を付ける工程に関しては、あらかじめこれらと水か牛乳を混ぜ合わせておいたバッター液が使われることもある。
具材としては、アジの一種であるマアジが使用される。マアジには体色などの違いからキアジやクロアジといった区別があるが、特にキアジが美味であるとされている。2015年時点でマアジの漁獲量は減少傾向にあり、定食店におけるアジフライの提供にも影響を与えている。また、マアジの近縁種のメアジが用いられることもある。
さばき方は背開きが一般的だが、三枚おろしや腹開きが用いられることもある。血合いと内臓をきれいに取り去ることで臭みがなく味よく仕上がるとされ、内臓のほか頭やぜんご（ぜいご、稜鱗）も取り除く。そのほか、下処理の手順・留意点としては、水気をよく切る、骨抜き用のピンセットで小骨を取るといったものが挙げられる。また、後述の京ばし松輪ではアジを生きたままさばき、塩をして10時間ほど寝かせることで余分な水分を出している。下味には塩や胡椒が使われる。
揚げ油には、サラダ油やごま油・ラードやバターが用いられ、京ばし松輪ではコーンサラダ油にごま油をブレンドしている。165℃など低めの温度でゆっくり揚げることもあれば、170℃から180℃でからりと揚げる場合もある。

### トッピング等

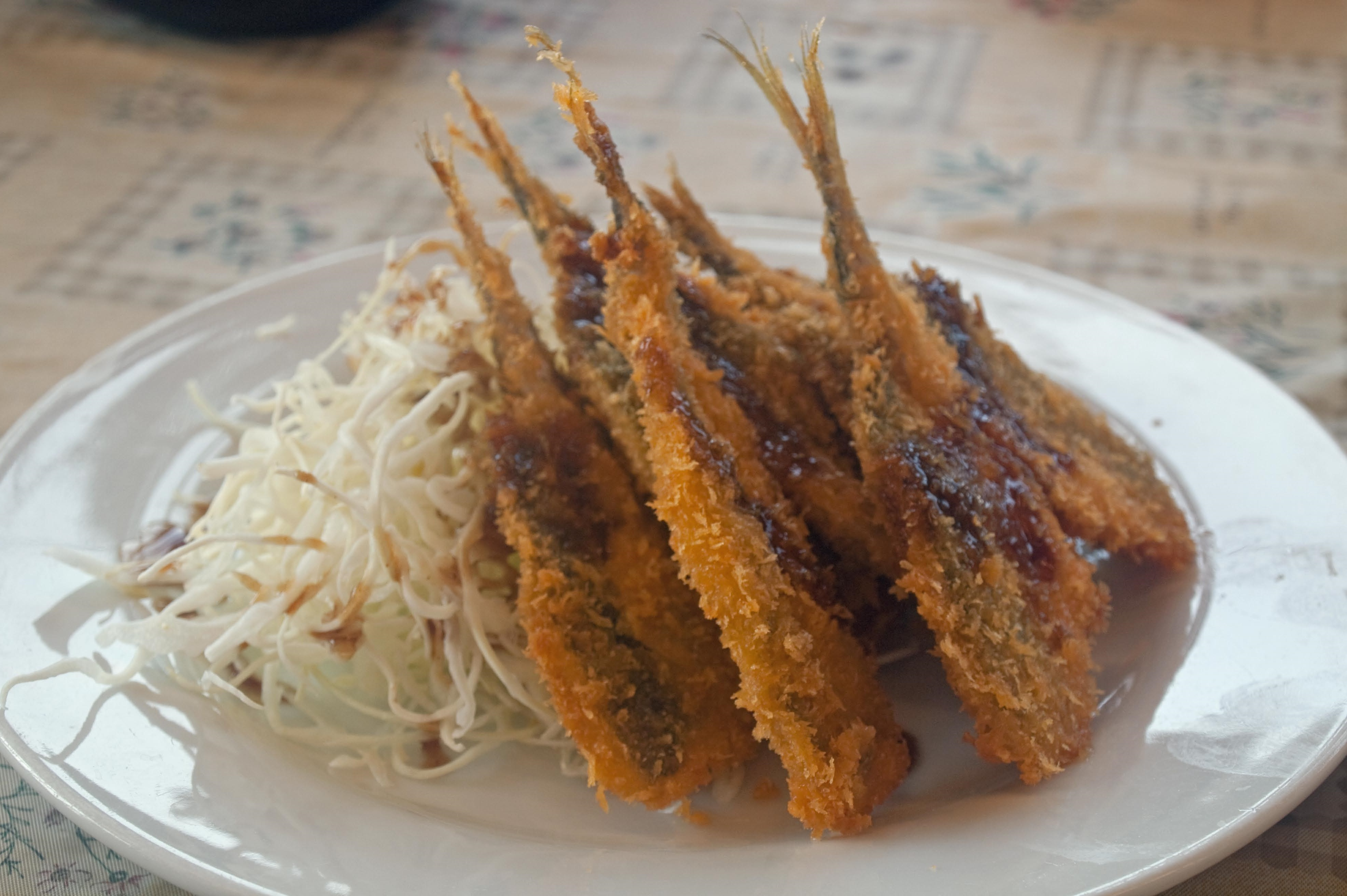
付け合わせとともに盛り付けられ、ソースがかけられたアジフライ

調味料
できあがったアジフライには、好みでソース等の調味料をかける。2018年にJタウンネットが実施したアンケートによれば、アジフライに該当する調味料をかける人の割合はウスターソースが29.4パーセント、醤油が23.3パーセント、中濃ソースが15.8パーセント、タルタルソースが8.8パーセントとなっている。日本全体でソースが主流というわけではなく、地域別にみると東京都など東日本を中心とする8都道府県で醤油、鳥取県でマヨネーズ、山形県・沖縄県で何もかけないという回答が最多だった。そのほか、わさび醤油、練りがらし、大根おろし、柚子胡椒、塩などが使われることもあり、さらに大分県のカニ醤油合資会社では、アジフライの専用ソース『アジフライ醤ース』を販売している。
付け合わせ
付け合わせとして野菜が添えられることがある。特にフライにキャベツの繊切りを添えるのは煉瓦亭発祥で定番の組み合わせである。さらに、キュウリ、トマト、レモンなどを切ったもののほか、ポテトサラダも付け合わせとして用いられる。
バリエーション
バリエーションとして、アジフライに甘酢のあんかけをかけたアジフライ南蛮がある。また、アジフライ丼、アジフライバーガーなどの派生料理もある。

## 味・食感
アジフライをはじめとするフライ料理では、調理の過程で衣の水分が蒸発してそこに浸透した油によって膜ができ、素材の水分が膜の内側で水蒸気となって素材を蒸し上げることになる。そのため、食材の旨みを逃さないことに加え、衣はサクサク、素材はふんわりとした仕上がりになるという効果がある。また、アジフライはタルタルソースやウスターソースなど調味料を使い分けることで味の差別化を図ることができる。
アジフライを好物に挙げるライターの北尾トロは、グルメ雑誌において、理想的なアジフライには衣のサクサク感と出来たてのアツアツ感があり、食感の軽さゆえに噛んだ瞬間に声が出るほどの旨さが感じられるとしている。また、「アジフライの聖地」（後述）を名乗る長崎県松浦市は、同市のアジフライは日本一であると主張し、その特徴をふっくら肉厚でフワフワ、サクサク臭みがなくジューシーと表現している。グルメ漫画を手掛ける漫画家の久住昌之は、たまにあるアジフライの食感として外はサクサク中はフワフワという表現を用い、いきなり、フワッとくるアジフライを称賛している。

## 栄養素
『日本食品標準成分表』によると、100グラムあたりのカロリーは270キロカロリーである。同資料では100グラムあたりのカロリーを、トンカツはロース肉429キロカロリー・ヒレ肉379キロカロリー、エビフライは236キロカロリーであるとしているが、トンカツやエビフライと比べてアジフライのカロリーをどのように評価すべきかは見解が分かれる。アジフライの1人前を1尾とした場合、224キロカロリーであり、ロース肉のトンカツ（1枚463キロカロリー）やエビフライ（3尾〈タルタルソース添え〉377キロカロリー）に比べて低カロリーであるとする管理栄養士がいる。一方、アジフライの1人前は2尾程度であるとしたうえで、吸油率はエビフライの13パーセントやトンカツの14パーセントに対しアジフライは22パーセントと高く、トンカツ1枚（100グラム）よりも高カロリーであるとする管理栄養士もいる。
アジフライは低糖質だとされる。『日本食品標準成分表』によると100グラムあたりの炭水化物は、アジフライが7.9グラムに対し、トンカツはロース肉9.8グラム・ヒレ肉14.9グラム、エビフライは20.3グラムである。ただし、糖質を燃焼させるビタミンB1は100グラムあたり0.12ミリグラムであり、トンカツ（ロース肉0.75ミリグラム、ヒレ肉1.09グラム）より少ない。
また、アジにはエイコサペンタエン酸 (EPA) やドコサヘキサエン酸 (DHA) が豊富に含まれているとされるが、これらは油で揚げると溶け出してしまうと述べる管理栄養士もいる。『日本食品標準成分表』によると100グラムあたりのEPA含有量は、生のアジが300ミリグラムに対しアジフライは240ミリグラム、同じくDHA含有量は、生のアジが570ミリグラムに対しアジフライは560ミリグラムである。

## 中食や外食として

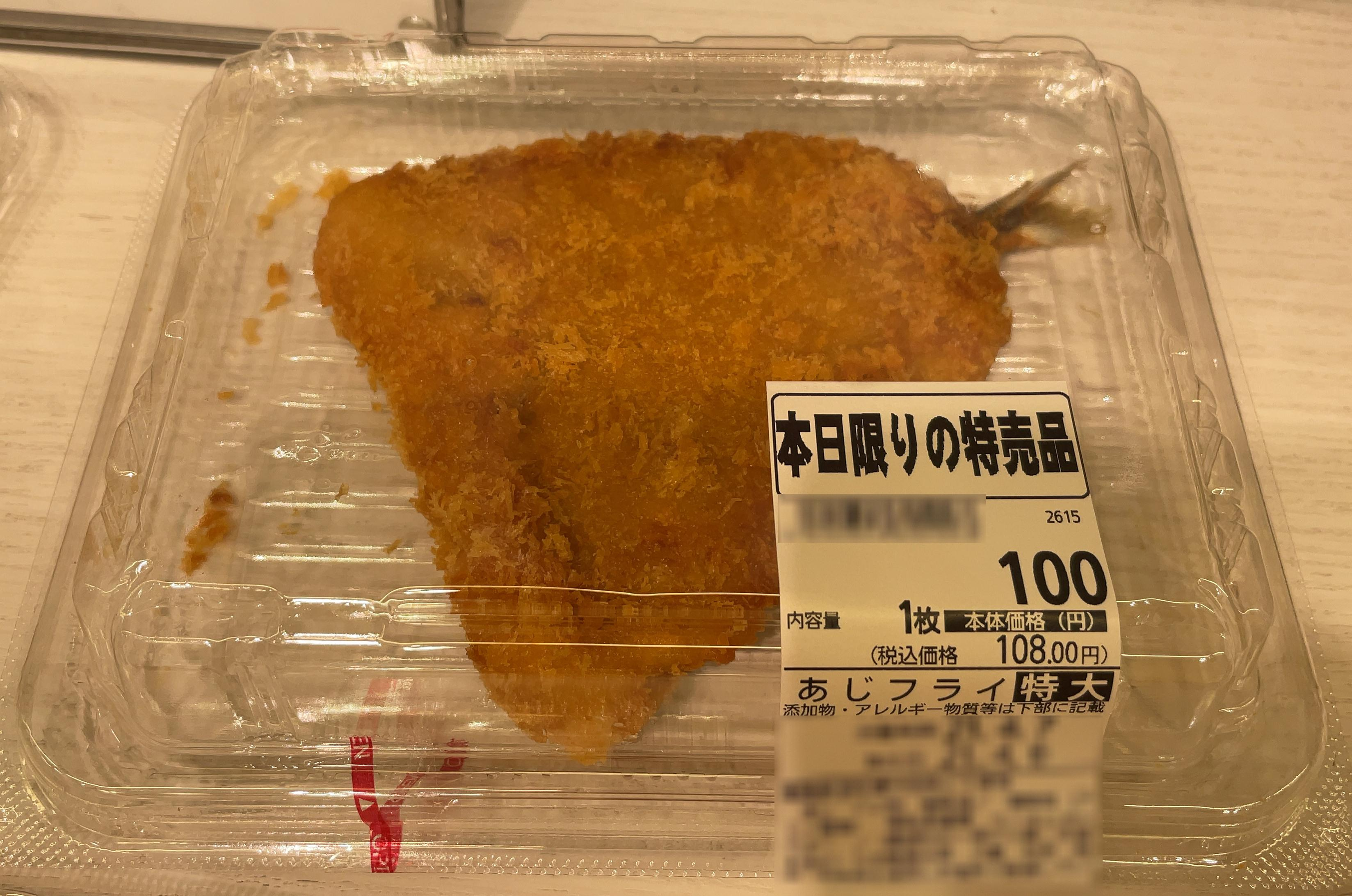
総菜売り場で売られている状態のアジフライ

日本のスーパーなどでは、惣菜商品として調理された状態で販売されている。また、冷凍食品として衣がついた状態で流通されているものもある。冷凍食品のアジフライは、購入後に油で調理するもの、電子レンジで調理するものがある。冷凍アジフライは、韓国、中国、オランダなど、日本以外の国を産地とするものもある。
外食では、定食としてアジフライが提供されることがある。東京都中央区の料理店・京ばし松輪は、ランチタイムには70食限定のアジフライ定食目当てに行列ができることで知られている。また、牛丼チェーンの吉野家は、一時期「アジフライ定食」「アジフライ丼」「アジフライ単品」を販売していた。
アジフライ定食
- 京ばし松輪のアジフライ定食
- 吉野家のアジフライ定食

## 日本文化の中で

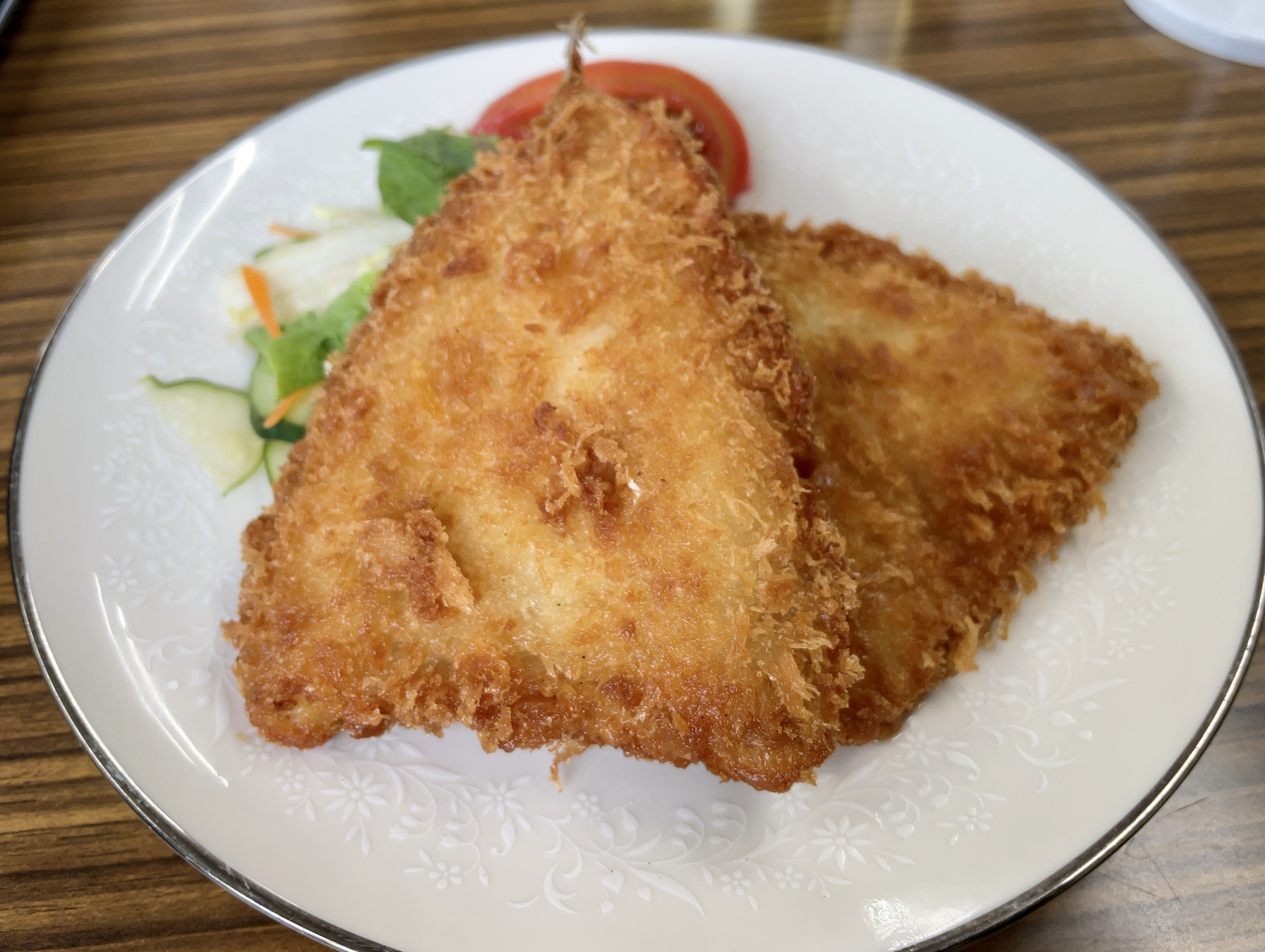
長崎県松浦市 海の里食堂のアジフライ

長崎県松浦市は「アジフライの聖地」として町おこしに取り組んでいる。同市はアジの水揚げ量が日本一であることから、2019年にアジフライの聖地宣言を行い「アジフライの聖地」を商標登録した。アジフライマップの作製やグッズ展開もしているほか、2021年3月には市内の道の駅などに特産品の阿翁石で作られたアジフライのモニュメントを設置している。2022年3月には同市の松浦魚市場に、パン粉を付けて冷凍された状態のアジフライが購入できる自動販売機が設置された。また、アジフライは同市のふるさと納税の返礼品にもなっている。アジフライを用いた一連の活動によって観光客が急増し、長崎県の観光振興に貢献したとして、松浦市は2021年2月に「県ツーリズム・アワード」で最高のグランプリを受賞した。さらに、2021年10月には国土交通省が主催する「地域づくり表彰」において、地域ならでは素材に磨きをかけ、多くの関係者を巻き込み情報発信した試みとして評価され、審査会特別賞を受賞している。
長崎県松浦市のアジフライモニュメント
- 道の駅松浦海のふるさと館
- 道の駅鷹ら島
- 松浦駅（松浦鉄道）

アジフライを年間500万枚販売し、「アジフライカンパニー」を謳う鳥取県境港市の角屋食品によると、広く普及しているにも拘らず、アジフライの地位は高くない。そのため、同社では「狙ってます、エビフライの座。」をキャッチコピーとして、アジフライの地位向上に取り組んでいる。そうした活動の一環として、漢字の「鯵（アジ）」の旁が「参 (3)」であること、「フライ」の語呂合わせで「フ (2) ライ (1)」と読めることから、同社は3月21日を「アジフライの日」とすることを提唱しており、2022年に日本記念日協会によって記念日として認定された。

### 作品内での描かれ方
アジは、初夏から夏にかけてが旬とされ、俳句などでは「鰺」が夏の季語になっている。俳句にアジフライを詠み込んだ例としては、「麦の秋」（夏の季語）を季題としてアジフライにソースをかける様子を詠んだ辻桃子による句がある。清水哲男によれば、この句には「さあ、食べるぞ」という気持ちがよく描かれている。
エッセイの題材としてアジフライが取り上げられることもある。内館牧子は、入院生活からの帰路に何が一番食べたいかと考えたとき、思い浮かんだのは小洒落た料理ではなくラーメンとアジフライだったとし、アジフライについて安いソースをドボドボとかけて食べたら、生きてシャバに戻ったと実感するだろうと記している。産経新聞は、内館のエッセイを引き合いにし、庶民の味を代表する料理としてアジフライを位置付けている。また、平松洋子が有楽町の定食屋・キッチン大正軒のアジフライを主題として執筆した「あじフライを有楽町で」は、小説家の戌井昭人により、「食べること、生きることへの活力」を与える作品として紹介された。
物語の小道具として用いられた例としては、福本伸行の漫画『最強伝説黒沢』における、極端に安っぽくもなく豪華すぎにもならないというアジフライの庶民的な位置付けを用いたエピソードがある。また、ドラマ『孤独のグルメ』Season6の第10話では千葉県富津市金谷のアジフライ定食が取り上げられ、放送後に「アジフライ」がTwitterのトレンドに入るほどの話題を呼んだ。

### アジフライ関連のキャラクター
- サンエックスが展開するキャラクターシリーズ・すみっコぐらしには、アジフライの食べ残されてしまった尻尾を擬人化した「あじふらいのしっぽ」という名前のキャラクターが存在し[89]、角屋食品は、同キャラクターとのコラボレーション商品をオンライン販売している[89][99]。同社社長は商品開発の動機を語る中で、アジフライがキャラクターになるんだっていうのは普通はない。他にはないとこのキャラクターを評している[89]。
- 鉄道むすめの登場人物のひとりである西浦ありさは、長崎県松浦市の「松浦アジフライ大使」になっており[100]、アクリルスタンドがふるさと納税の返礼品のひとつになっている[101]。
- スプラトゥーン3にはアジフライの姿をしたアジオというキャラクターが登場する[102][103]。